# تينغريته (بيدفوردشير)
تينغريته (بالإنجليزية: Tingrith)‏ هي قرية وأبرشية مدنية تقع في المملكة المتحدة في إنجلترا. يقدر عدد سكانها بـ 149 نسمة .